# Ammopelmatus muwu
Ammopelmatus muwu är en insektsart som beskrevs av Rentz, D.C.F. och Weissman 1981. Ammopelmatus muwu ingår i släktet Ammopelmatus och familjen Stenopelmatidae. IUCN kategoriserar arten globalt som sårbar. Inga underarter finns listade i Catalogue of Life.